# Stephen Morrison
Stephen James Morrison –conocido como Stevie Morrison– (Eastbourne, 25 de noviembre de 1978) es un deportista británico que compitió en vela en la clase 49er.
Ganó tres medallas en el Campeonato Mundial de 49er entre los años 2006 y 2008, y dos medallas en el Campeonato Europeo de 49er, oro en 2006 y bronce en 2010. Participó en dos Juegos Olímpicos de Verano, ocupando el noveno lugar en Pekín 2008 y el quinto en Londres 2012.

## Palmarés internacional
| \| Campeonato Mundial \| Campeonato Mundial \| Campeonato Mundial \| Campeonato Mundial \| \| Año \| Lugar \| Medalla \| Clase \| \| ------------------ \| ----------------------- \| ------------------ \| ------------------ \| \| 2006 \| Aix-les-Bains (Francia) \| Medalla de bronce \| 49er \| \| 2007 \| Cascaes (Portugal) \| Medalla de oro \| 49er \| \| 2008 \| Melbourne (Australia) \| Medalla de plata \| 49er \| \| Campeonato Europeo \| \| \| \| \| Año \| Lugar \| Medalla \| Clase \| \| 2006 \| Weymouth (Reino Unido) \| Medalla de oro \| 49er \| \| 2010 \| Sopot (Polonia) \| Medalla de bronce \| 49er \| |                         |                   |       |
| Campeonato Mundial |                         |                   |       |
| Año | Lugar                   | Medalla           | Clase |
| 2006 | Aix-les-Bains (Francia) | Medalla de bronce | 49er  |
| 2007 | Cascaes (Portugal)      | Medalla de oro    | 49er  |
| 2008 | Melbourne (Australia)   | Medalla de plata  | 49er  |
| Campeonato Europeo |                         |                   |       |
| Año | Lugar                   | Medalla           | Clase |
| 2006 | Weymouth (Reino Unido)  | Medalla de oro    | 49er  |
| 2010 | Sopot (Polonia)         | Medalla de bronce | 49er  |